# Gäddtjärnen (Vilhelmina socken, Lappland, 716399-158388)
Gäddtjärnen är en sjö i Vilhelmina kommun i Lappland och ingår i Lögdeälvens huvudavrinningsområde. Gäddtjärnen ligger i Arasjö Natura 2000-område.